# Roy Nichols
Roy Nichols (* 21. Oktober 1932 in Chandler, Arizona; † 3. Juli 2001 in Bakersfield, Kalifornien) war ein US-amerikanischer Country-Musiker, der am besten für seine 20-jährige Mitgliedschaft in Merle Haggards Begleitband The Strangers bekannt ist. Er gilt als einer der bedeutsamsten Vertreter des sogenannten Bakersfield Sounds und seine Pedal-Steel-ähnlichen Gitarrenriffs sind unter Country-Fans legendär.

## Leben

### Kindheit und Jugend
Roy Ernest Nichols wurde am 21. Oktober 1932 als erstes von sieben Kindern geboren. Als er zwei Jahre alt war, zog die Familie nach Fresno. Schon früh kam Nichols mit Musik in Kontakt, da sein Vater Bruce als Bassist auf örtlichen Tanzabenden auftrat. Im Alter von 11 Jahren begann Nichols in der Band seines Vaters zu spielen und spielte später mit der Band Curly Robers and the Rangers. Er verdiente dabei 25 Dollar pro Woche.

### Karriere
Kurz vor seinem 16. Geburtstag lernte Roy den Hillbilly-Musiker Fred Maddox kennen. Dieser hatte ihn im Fresnoer Radioprogramm gehört, wo Nichols in der Sendung von Moderator Barney Lee Gitarre spielte. Nichols wurde von den Maddox Brothers engagiert und nahm mit dieser Gruppe über 100 Songs auf, ging sogar mit ihr auf Tour. Bei einem Auftritt in Las Vegas fanden die Maddox-Brüder ihn jedoch im Casino und er wurde entlassen.
Nachdem Nichols nach Hause zurückgekehrt war, spielte er morgens beim Radiosender KNGS in Hanford, abends trat er auf lokalen Konzerten auf. Sein kompletter Tagesablauf bestand aus Gitarre spielen.
1951 wurde Nichols von Lefty Frizzell entdeckt. Durch seine Beschäftigung in dessen Band kam es auch zur Begegnung mit Merle Haggard, der ihn 1953 zum ersten Mal spielen hörte. Nachdem Nichols wieder eine Weile in Hanford gespielt hatte, trat er 1955 der TV-Sendung Henson's Trading Post Gang bei; während dieses Jahres war Nichols auf derselben Tour wie Johnny Cash, der zu dieser Zeit gerade seine ersten Plattenaufnahmen veröffentlicht hatte. Der Kontakt mit Cashs Band ("The Tennessee Two") führte auch dazu, dass Nichols Mitte der 60er-Jahre auf einigen derer Instrumentalaufnahmen an der Seite von Gitarrist Luther Perkins zu hören war.
Im Jahr 1960 spielte Nichols erneut in Las Vegas, wo er der Band von Bluegrass-Musiker Wynn Stewart beitrat. Dort traf er wieder auf Merle Haggard, der als Bassist engagiert war. Auch der bekannte Steel-Gitarrist Ralph Mooney (später Mitglied der Band von Waylon Jennings) war in Stewarts Band beschäftigt.
1965 stellten sich für Haggard und seine Strangers die ersten Erfolge ein und am 15. Juni 1965 verließ Roy Nichols die Stewart-Band, um Haggard auf dessen erster Tour zu begleiten. Dabei verdiente er anfangs nur die Hälfte des Gehaltes, das er bei Wynn Stewart bezahlt bekommen hatte. Der Erinnerung Haggards zufolge stellte Nichols für sein Engagement drei Bedingungen: „Ich fahre nicht, ich habe meinen eigenen Verstärker und jede Nacht ein Bett.“ 
Die Strangers spielten für 20 Jahre mit Merle Haggard und erreichten mit 38 Songs die Spitze der Country-Charts. Sieben Mal wurden sie von der Academy of Country Music zur Tourband des Jahres ernannt. Mehrmals war Nichols auch als „Gitarrist des Jahres“ nominiert.

### Ruhestand
Im März 1987 zog sich Roy Nichols von den Touren zurück. Er wurde später zum Mitglied der Western Swing Hall of Fame in Sacramento ernannt. 
Im Februar 1996 erlitt er einen Schlaganfall, dessen Folgen ihn daran hinderten, seiner Lebensaufgabe, dem Gitarrespielen, nachzugehen.
Während er im Mercy Hospital in Bakersfield behandelt werden musste, ereilte Nichols ein Herzanfall. Er verstarb am 3. Juli 2001.

## Wirkung
Roy Nichols zählt mit seinem konstanten Gitarrensound neben Gitarristen wie Don Rich zu den klassischen Vertretern des Bakersfield-Sounds. Er war ein Hauptbestandteil des Erfolgs von Merle Haggard, den er 20 Jahre lang treu begleitete. Sein bevorzugtes Instrument war immer die Fender Telecaster-Gitarre, der er Töne entlockte, die heute von vielen Fans als typischer Country-Sound erkannt werden. Seine improvisierten Soli auf der Gitarre trugen zu einem großen Teil zu Merle Haggards Erfolg bei.